# Takahiro Futagawa
Takahiro Futagawa, född 27 juni 1980 i Kagoshima prefektur, Japan, är en japansk fotbollsspelare.